# ASXL3
ASXL3‏ (ASXL transcriptional regulator 3) هوَ بروتين يُشَفر بواسطة جين ASXL3 في الإنسان.